# Torvik (Herøy)
Torvik is een plaats op het eiland Leinøya dat deel uitmaakt van de gemeente Herøy, gelegen ten zuidwesten van Ålesund in Noorwegen, provincie Møre og Romsdal.
Het is een aanlegplaats van Hurtigruten, die dagelijks de verbinding tussen Bergen en Kirkenes verzekert. In de haven is de vrachtterminal, Herøyterminalen, gevestigd die alle vracht van en voor de industrie van de gemeente Herøy verdeelt.
Het eiland Herøy is een van de kleinere eilanden in de fjord maar gaf wel haar naam aan een uitgestrekte gemeente, gevormd door talrijke eilanden die met bruggen aan elkaar verbonden zijn. Het eiland wordt in de Saga's vermeld en was reeds door de eeuwen heen een handelscentrum. Een van de eerste kerken van Sunnmøre werd er gebouwd.